# Heartbrand
Heartbrand (en inglés, ‘marca del corazón’) es una marca de helados y postres helados perteneciente a la multinacional britanoneerlandesa Unilever, con sede en Londres (Reino Unido) y Róterdam (Países Bajos).
Su creación, que tuvo lugar en 1998, tenía como objetivo reunir bajo una única marca varias marcas de empresas especializadas en la producción de helados envasados anteriormente compradas por Unilever. Por esta razón, su nombre varía dependiendo del país, aunque internacionalmente se la conoce como Heartbrand, llamada así por el logotipo en forma de corazón de la marca.

## Historia
Heartbrand se puso en marcha en 1998 (y ligeramente modificada en 2003) como un esfuerzo por aumentar la conciencia de marca internacional y promover sinergias transfronterizas en la fabricación y comercialización, es decir, se realizaría una centralización. 
Está presente en más de cuarenta países. Aplica por el hecho de que el logotipo es común en todo el mundo, cada país conserva el nombre de marca local, a fin de mantener la familiaridad construida en los últimos años, una notable excepción fue Hungría, donde la marca anterior Eskimo fue substituida por Algida en 2003.
El helado insignia a nivel es el reconocido Magnum, un helado con palo de madera cubierto con una capa de chocolate, que fue lanzado al mercado en 1989.

## Presencia internacional

Logotipo de Heartbrand

Los helados envasados producidos por Unilever están presentes con diferentes nombres en varios mercados internacionales. Esta diversidad se debe a que Unilever no fundó una empresa que luego exportase a todo el mundo (como han hecho, por ejemplo, multinacionales como Coca-Cola o McDonald’s), sino que se limitó a crear una división de sus distintas entidades nacionales ya tomadas y consolidarse en los respectivos mercados de relevancia para luego imponer una marca única que sea igual para todos.
A continuación una lista no exhaustiva de los diferentes nombres que recibe la marca según el país o la región:
| Logotipo | Marca             | Mercado |
| -------- | ----------------- | --- |
|          | Algida            | Albania, Bosnia y Herzegovina, Bulgaria, Chequia, Chipre, Croacia, Eslovaquia, Eslovenia, Estonia, Georgia, Grecia, Hungría, Italia, Kosovo, Letonia, Lituania, Macedonia del Norte, Malta, Moldavia, Polonia, Rumanía, Serbia, Turkmenistán y Turquía |
|          | Bresler           | Chile |
|          | Eskimo            | Austria |
|          | Caparra Dairy     | Puerto Rico |
|          | Frigo             | España y Andorra |
|          | Frisko            | Dinamarca |
|          | GB Glace          | Finlandia, Noruega y Suecia |
|          | Glidat Strauss    | Israel |
|          | Good Humor        | Estados Unidos |
|          | HB                | Irlanda |
|          | Helados La Fuente | Colombia |
|          | Holanda           | México, Guatemala, Honduras, El Salvador, Nicaragua, Costa Rica, Panamá, Belice y República Dominicana |
|          | Ingman            | Finlandia |
|          | Inmarko           | Rusia |
|          | Kibon             | Argentina, Brasil, Surinam y Uruguay |
|          | Kwality Wall’s    | Bután, Brunéi, India, Nepal y Sri Lanka |
|          | Langnese          | Alemania |
|          | Lusso             | Suiza |
|          | Miko              | Egipto, Francia y Marruecos |
|          | Ola               | Bélgica, Luxemburgo, Países Bajos y Sudáfrica |
|          | Olá               | Angola, Cabo Verde, Macao y Portugal |
|          | Pingüino          | Ecuador |
|          | Selecta           | Comoras, Filipinas y Tanzania |
|          | Streets           | Australia y Nueva Zelanda |
|          | Tío Rico          | Venezuela |
|          | Wall’s            | Reino Unido, Canadá, Indonesia, Laos, Líbano, Malasia, Pakistán, Singapur, Tailandia y Vietnam |
|          | HB Wall’s         | Irlanda del Norte |
|          | 和路雪 Hé lù xuě  | China |

### Algida (Hungría)
Hasta 2003, la marca húngara era Eskimo cuando fue substituida por Algida.

### Algida (Italia)
En Italia, la marca original fue Eldorado hasta la década de 1990, después de lo cual se cambió a la actual marca de Algida.

### Bresler

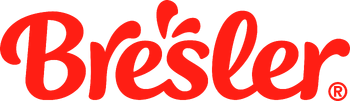
Logotipo de Bresler desde 2022.

La marca Bresler fue adquirida por Unilever en 1993. Así, durante la década de 1990 y principios de los 2000, la marca gozó de una gran popularidad, alcanzando hasta el 35 % del mercado de helados en Chile, incluso logrando que la marca se extendiera sin éxito hasta el Perú. Sin embargo, durante los años 2010 sufrió una caída importante en su participación de mercado, causada en gran parte por el auge de nuevos competidores que ofrecían productos más masivos a menores precios. En 2020, se anuncia que la multinacional chilena Carozzi había adquirido la marca Bresler. A finales del año, se relanza la marca Bresler, pero manteniendo el logotipo de Heartbrand. En 2022 se lanza un nuevo logotipo, dejando atrás el de Heartbrand tras casi treinta años.

### Inmarko
En Rusia, Unilever compró el fabricante de helados Inmarko. Sin embargo, el logotipo no ha sido adaptado, aunque tiene una ligera similitud. La gama de productos es similar, pero se complementa con los métodos de venta tradicionales rusos.

### La Fuente
Unilever compró la marca de helados La Fuente en Colombia en 1995; posteriormente, en 2001 se asocia con Crem Helado para permitir la venta de sus productos a su nombre, dejando el logotipo característico. En 2006, Unilever se retira del mercado colombiano después de que el Grupo Nutresa adquiriera la empresa que administraba Crem Helado llamada Meals, y finalizara la asociación con La Fuente. A finales de 2024, Unilever regresa al mercado del país con la promoción de los helados Magnum, sin ningún nombre definido al logotipo del Heartbrand; con el fin de competir con Crem Helado tras consolidarse cómo la marca líder en Colombia.

## Productos insignias
Algunos productos insignias que se distribuyen en mercados internacionales por las marcas locales de Heartbrand son:

### Magnum
Magnum (del latín magnus ‘grande’) es un helado con palito de madera cubiertos con una capa de chocolate. Según la variante, se utiliza una crema y un chocolate distinto, variantes que incluyen ingredientes como salsas, almendras o frutos secos. Magnum se lanzó al mercado en 1993 y fue originalmente desarrollada y producida por Frisko, la marca danesa de Heartbrand. En Grecia, la marca Magnum es propiedad de Nestlé desde 2005 tras la adquisición de Delta Ice Cream, por lo que el helado de Unilever utiliza el nombre Magic (‘mágico’ en inglés).

### Cornetto
Cornetto (del diminutivo de corno ‘cuerno’) es una línea de postres helados de crema de leche con ondulación y cobertura de cacao desnatado y con avellanas picadas y merengue en cono de helado. El Cornetto fue originalmente desarrollado y producido en 1959 por Spica, un fabricante napolitano de helados. Sin embargo, tras cerrar Spica en 1976, la patente fue adquirida por Unilever, que comenzó a comercializar primero el producto en Italia a través de Algida, la marca italiana de Heartbrand.

### Calippo
Calippo es una línea de paletas heladas.

### Solero
Solero es un helado de palito. En algunos países, como Irán, se le conoce con el nombre de Salar. El producto se lanzó al mercado británico en 1994 y en 1995 al resto del mundo.